# San Pascual (Batangas)
San Pascual è una municipalità di prima classe delle Filippine, situata nella Provincia di Batangas, nella Regione del Calabarzon.
San Pascual è formata da 29 baranggay:
- Alalum
- Antipolo
- Balimbing
- Banaba
- Bayanan
- Danglayan
- Del Pilar
- Gelerang Kawayan
- Ilat North
- Ilat South
- Kaingin
- Laurel
- Malaking Pook
- Mataas Na Lupa
- Natunuan North

- Natunuan South
- Padre Castillo
- Palsahingin
- Pila
- Poblacion
- Pook Ni Banal
- Pook Ni Kapitan
- Resplandor
- Sambat
- San Antonio
- San Mariano
- San Mateo
- Santa Elena
- Santo Niño